# Martin Christian Luther
Martin Christian Luther, född 14 april 1883 i Reval (nuvarande Tallinn) i Guvernementet Estland i Ryska imperiet, död 12 mars 1963 i München i Tyskland, var en estnisk företagsledare och politiker.
Martin Christian Luther var son till Christian Wilhelm Luther och Helen Luther. Hans farfars farfar var köpmannen Georg Christian Luther (1717-1800), som 1742 grundade ett handelshus i Breslau 1742, vilket som sedan dess drevs inom släkten med bas i Reval. Handelshuset handlade ursprungligen i lin och koksalt och senare i trävaror. 
Han studerade 1902–1904 i Hamburg i Tyskland samt i Storbritannien och Frankrike. Därefter arbetade han i familjeföretaget A.M. Luther i Tallinn, som fadern Christian Wilhelm Luther och farbrodern Carl Wilhelm Luther hade grundat. Han blev medägare och chef efter faderns död 1914. Under Martin Christian Luthers ledning expanderade möbelföretaget ytterligare och kom in på nya exportmarknader, bland annat genom att etablera ett dotterföretag i Lojo i Finland och att köpa företaget Lignum i Bolderaja utanför Riga i Lettland.
Han var också engagerad i annan affärsverksamhet, som tobaksföretaget Laferme och flygbolaget Aeronaut.
Martin Christian Luther var som politiker företrädare för den tysk-baltiska minoriteten och invaldes 1923 i det estniska parlamentet. 
Han gifte sig 1909 med Yvonne Sieger. Paret skilde sig 1916 och han gifte 1917 om sig med Franziska Varenhorst.